# A Ferencvárosi TC 1972–1973-as szezonja
A Ferencvárosi TC 1972–1973-as szezonja szócikk a Ferencvárosi TC első számú férfi labdarúgócsapatának egy szezonjáról szól, mely összességében és sorozatban is a 72. idénye volt a csapatnak a magyar első osztályban. A klub fennállásának ekkor volt a 74. évfordulója.

## Mérkőzések
| Színmagyarázat | Színmagyarázat |
| -------------- | -------------- |
|                | Győzelem.      |
|                | Döntetlen.     |
|                | Vereség.       |

### KEK
1. forduló
| 1972. szeptember 20. |

| Floriana FC | 1 – 0       | Ferencváros |
| ----------- | ----------- | ----------- |
| Arpa 2'     | Jegyzőkönyv |             |

| Valletta Nézőszám: 3 000 |

| 1972. szeptember 27. |

| Ferencváros                                        | 6 – 0               | Floriana FC |
| -------------------------------------------------- | ------------------- | ----------- |
| Kű 27' 76' Branikovits 36' 53' Szőke 43' Mucha 47' | (3 – 0) Jegyzőkönyv |             |

| Népstadion, Budapest Nézőszám: 18 000 |

2. forduló
| 1972. október 25. |

| Ferencváros      | 2 – 0               | Sparta Praha |
| ---------------- | ------------------- | ------------ |
| Kű 46' Mucha 72' | (1 – 0) Jegyzőkönyv |              |

| Népstadion, Budapest Nézőszám: 14 000 |

| 1972. november 8. 17:00 |

| Sparta Praha                                | 4 – 1               | Ferencváros          |
| ------------------------------------------- | ------------------- | -------------------- |
| Bartoň 5' 53' Kára 45' Urban 80' (11-esből) | (2 – 1) Jegyzőkönyv | Mucha 33' Juhász 88′ |

| Prága Nézőszám: 20 000 |

### NB 1 1972–73

#### Őszi fordulók
| 1. forduló 1972. szeptember 17. |

| Vörös Meteor Egyetértés           | 2 – 4               | Ferencváros                                            |
| --------------------------------- | ------------------- | ------------------------------------------------------ |
| Siklósi 83' Szuromi 84' Józsa 49' | (0 – 1) Jegyzőkönyv | Varga 24' (öngól) Juhász 47' Szőke 53' Branikovits 77' |

| Budapest Nézőszám: 10 000 Játékvezető: Emsberger Gyula (magyar) |

| 2. forduló 1972. szeptember 24. |

| Ferencváros                                                                                | 4 – 1               | Rába ETO   |
| ------------------------------------------------------------------------------------------ | ------------------- | ---------- |
| Juhász 9' Horváth B. 26' (öngól) Vépi 42' Kű 64' (11-esből) Branikovits 18′ Szőke 15′, 38′ | (3 – 0) Jegyzőkönyv | Glázer 76' |

| Népstadion, Budapest Nézőszám: 12 000 Játékvezető: Hámori László (magyar) |

| 3. forduló 1972. szeptember 30. |

| Videoton                             | 3 – 1               | Ferencváros |
| ------------------------------------ | ------------------- | ----------- |
| Karsai 40' (11-esből) Wollek 74' 75' | (1 – 1) Jegyzőkönyv | Mucha 26'   |

| Sóstói Stadion, Székesfehérvár Nézőszám: 10 000 Játékvezető: Müncz György (magyar) |

| 4. forduló 1972. október 8. |

| Ferencváros    | 2 – 0               | Zalaegerszegi TE |
| -------------- | ------------------- | ---------------- |
| Juhász 16' 89' | (1 – 0) Jegyzőkönyv |                  |

| Népstadion, Budapest Nézőszám: 4 000 Játékvezető: Hévízi Ottó (magyar) |

| 5. forduló 1972. október 22. |

| Komlói Bányász  | 1 – 3               | Ferencváros                   |
| --------------- | ------------------- | ----------------------------- |
| Bencsik 41' 55' | (1 – 2) Jegyzőkönyv | Kű 17' Mucha 40' 68' Vépi 55' |

| Komló Nézőszám: 4 000 Játékvezető: Szilvási József (magyar) |

| 6. forduló 1972. október 29. |

| Ferencváros     | 1 – 1               | SZEOL                  |
| --------------- | ------------------- | ---------------------- |
| Kű 27' Vépi 77' | (1 – 1) Jegyzőkönyv | Antal 15' Várhelyi 85' |

| Népstadion, Budapest Nézőszám: 25 000 Játékvezető: Tapolczai János (magyar) |

| 7. forduló 1972. november 1. |

| Ferencváros                            | 3 – 1               | Tatabányai Bányász  |
| -------------------------------------- | ------------------- | ------------------- |
| Laczkó 9' (öngól) Szőke 13' Albert 30' | (3 – 1) Jegyzőkönyv | Lódi 23' (11-esből) |

| Népstadion, Budapest Nézőszám: 5 000 Játékvezető: Katona József (magyar) |

| 8. forduló 1972. november 4. |

| Újpesti Dózsa        | 2 – 0               | Ferencváros |
| -------------------- | ------------------- | ----------- |
| Bene 67' Fazekas 80' | (0 – 0) Jegyzőkönyv |             |

| Megyeri út, Budapest Nézőszám: 13 000 Játékvezető: Palotai Károly (magyar) |

| 9. forduló 1972. november 12. |

| Ferencváros                               | 3 – 2               | Csepel SC        |
| ----------------------------------------- | ------------------- | ---------------- |
| Szőke 25' Bálint 36' Juhász 57' Mucha 89' | (2 – 1) Jegyzőkönyv | Szurgent 44' 59' |

| Népstadion, Budapest Nézőszám: 5 500 Játékvezető: Marton László (magyar) |

| 10. forduló 1972. november 15. |

| Salgótarjáni BTC     | 1 – 1               | Ferencváros                |
| -------------------- | ------------------- | -------------------------- |
| Vertig 38' Répás 42' | (1 – 1) Jegyzőkönyv | Branikovits 18' Bálint 31' |

| Salgótarján Nézőszám: 8 000 Játékvezető: Szilvási József (magyar) |

| 11. forduló 1972. november 19. |

| Ferencváros                          | 4 – 0               | Diósgyőr |
| ------------------------------------ | ------------------- | -------- |
| Albert 10' 72' 90' Kendi 14' (öngól) | (2 – 0) Jegyzőkönyv |          |

| Népstadion, Budapest Nézőszám: 5 000 Játékvezető: Emsberger Gyula (magyar) |

| 12. forduló 1972. november 25. |

| Pécsi Dózsa | 1 – 2               | Ferencváros         |
| ----------- | ------------------- | ------------------- |
| Máté 37'    | (1 – 1) Jegyzőkönyv | Szőke 4' Juhász 54' |

| PMFC Stadion, Pécs Nézőszám: 6 500 Játékvezető: Hévízi Ottó (magyar) |

| 13. forduló 1972. december 3. |

| Ferencváros    | 0 – 0               | MTK                             |
| -------------- | ------------------- | ------------------------------- |
| Szőke 51′, 51′ | (0 – 0) Jegyzőkönyv | Kiss 38' Strasszer 86' Füsi 87' |

| Népstadion, Budapest Nézőszám: 14 000 Játékvezető: Palotai Károly (magyar) |

| 14. forduló 1972. december 6. |

| Budapesti Honvéd      | 2 – 0               | Ferencváros |
| --------------------- | ------------------- | ----------- |
| Szűcs 17' Pusztai 74' | (1 – 0) Jegyzőkönyv |             |

| Bozsik József Stadion, Budapest Nézőszám: 10 000 Játékvezető: Müncz György (magyar) |

| 15. forduló 1972. december 10. |

| Ferencváros | 0 – 0               | Vasas     |
| ----------- | ------------------- | --------- |
| Mucha 86'   | (0 – 0) Jegyzőkönyv | Török 86' |

| Népstadion, Budapest Nézőszám: 55 000 Játékvezető: Somlai Lajos (magyar) |

#### Tavaszi fordulók
| 16. forduló 1973. március 4. |

| Diósgyőr               | 1 – 4               | Ferencváros                       |
| ---------------------- | ------------------- | --------------------------------- |
| Horváth 74' Kovács 53' | (0 – 2) Jegyzőkönyv | Mucha 30' 50' 83' Branikovits 34' |

| DVTK-stadion, Miskolc Nézőszám: 15 000 Játékvezető: Somlai Lajos (magyar) |

| 17. forduló 1973. március 11. |

| Ferencváros                                     | 4 – 1               | Pécsi Dózsa             |
| ----------------------------------------------- | ------------------- | ----------------------- |
| Bálint 53' Mucha 55' Szőke 63' 77' Albert 90+1' | (0 – 1) Jegyzőkönyv | Zombori 22' Hernádi 52' |

| Népstadion, Budapest Nézőszám: 12 000 Játékvezető: Palotai Károly (magyar) |

| 18. forduló 1973. március 18. |

| MTK | 0 – 1               | Ferencváros           |
| --- | ------------------- | --------------------- |
|     | (0 – 1) Jegyzőkönyv | Juhász 25' (11-esből) |

| Hungária körút, Budapest Nézőszám: 25 000 Játékvezető: Müncz György (magyar) |

| 19. forduló 1973. március 25. |

| Ferencváros                            | 4 – 4               | Budapesti Honvéd                                |
| -------------------------------------- | ------------------- | ----------------------------------------------- |
| Juhász 9' Mucha 11' 24' 54' Albert 64' | (3 – 1) Jegyzőkönyv | Morgós 35' Kozma 46' 61' Pintér 90' Kelemen 64' |

| Népstadion, Budapest Nézőszám: 55 000 Játékvezető: Emsberger Gyula (magyar) |

| 20. forduló 1973. március 31. |

| Vasas                                                  | 2 – 1               | Ferencváros                    |
| ------------------------------------------------------ | ------------------- | ------------------------------ |
| Müller 34' Várady 54' (11-esből) Vidáts 40' Puskás 50' | (1 – 0) Jegyzőkönyv | Martos 66' Vépi 51' Bálint 68' |

| Fáy utca, Budapest Nézőszám: 15 000 Játékvezető: Marton László (magyar) |

| 21. forduló 1973. április 8. |

| Ferencváros             | 3 – 1               | Vörös Meteor Egyetértés |
| ----------------------- | ------------------- | ----------------------- |
| Branikovits 14' 16' 78' | (2 – 1) Jegyzőkönyv | Turai 6'                |

| Népstadion, Budapest Nézőszám: 10 000 Játékvezető: Katona József (magyar) |

| 22. forduló 1973. április 14. |

| Rába ETO                | 1 – 0               | Ferencváros |
| ----------------------- | ------------------- | ----------- |
| Horváth 13' Somogyi 64' | (1 – 0) Jegyzőkönyv | Albert 64'  |

| Győr Nézőszám: 6 500 Játékvezető: Somlai Lajos (magyar) |

| 23. forduló 1973. április 21. |

| Ferencváros                  | 3 – 0               | Videoton |
| ---------------------------- | ------------------- | -------- |
| Szőke 8' 64' Branikovits 75' | (1 – 0) Jegyzőkönyv |          |

| Népstadion, Budapest Nézőszám: 2 000 Játékvezető: Szilvási József (magyar) |

| 24. forduló 1973. május 6. |

| Zalaegerszegi TE | 1 – 0               | Ferencváros |
| ---------------- | ------------------- | ----------- |
| Szimacsek 1'     | (1 – 0) Jegyzőkönyv | Mucha 90+1' |

| ZTE Stadion, Zalaegerszeg Nézőszám: 23 000 Játékvezető: Hévízi Ottó (magyar) |

| 25. forduló 1973. május 12. |

| SZEOL | 0 – 0               | Ferencváros |
| ----- | ------------------- | ----------- |
|       | (0 – 0) Jegyzőkönyv | Szőke 9'    |

| Szeged Nézőszám: 18 000 Játékvezető: Emsberger Gyula (magyar) |

| 26. forduló 1973. május 19. |

| Ferencváros | 1 – 0               | Komlói Bányász |
| ----------- | ------------------- | -------------- |
| Szőke 15'   | (1 – 0) Jegyzőkönyv | Tallósi 59'    |

| Népstadion, Budapest Nézőszám: 5 000 Játékvezető: Szilvási József (magyar) |

| 27. forduló 1973. május 26. |

| Ferencváros                               | 2 – 1               | Újpesti Dózsa           |
| ----------------------------------------- | ------------------- | ----------------------- |
| Engelbrecht 26' Branikovits 83' Szőke 78' | (1 – 0) Jegyzőkönyv | Tóth 70' Zámbó 72′, 76′ |

| Népstadion, Budapest Nézőszám: 22 000 Játékvezető: Bíróczky János (magyar) |

| 28. forduló 1973. június 3. |

| Csepel SC                         | 0 – 1               | Ferencváros            |
| --------------------------------- | ------------------- | ---------------------- |
| Bartos 26' Varga 64' Szurgent 82′ | (0 – 1) Jegyzőkönyv | Mucha 16' Páncsics 42' |

| Béke téri stadion, Budapest Nézőszám: 10 000 Játékvezető: Szkokán Zoltán (magyar) |

| 29. forduló 1973. június 17. |

| Tatabányai Bányász    | 2 – 2               | Ferencváros                    |
| --------------------- | ------------------- | ------------------------------ |
| Kőműves 15' Szabó 68' | (1 – 1) Jegyzőkönyv | Szőke 29' Mucha 62' Bálint 36' |

| Városi Stadion, Tatabánya Nézőszám: 10 000 Játékvezető: Vízhányó László (magyar) |

| 30. forduló 1973. június 20. |

| Ferencváros                                          | 6 – 0               | Salgótarjáni BTC |
| ---------------------------------------------------- | ------------------- | ---------------- |
| Mucha 4' 53' Juhász 23' 45' Szőke 29' 88' Albert 82' | (4 – 0) Jegyzőkönyv | Kovács 45'       |

| Népstadion, Budapest Nézőszám: 10 000 Játékvezető: Halász Mihály (magyar) |

#### A bajnokság végeredménye
|    | Csapat             | Játszott | Gy | D  | V  | L  | K  | GK  | Pont | Megjegyzések                                      |
| -- | ------------------ | -------- | -- | -- | -- | -- | -- | --- | ---- | ------------------------------------------------- |
| 1  | Újpesti Dózsa      | 30       | 21 | 4  | 5  | 81 | 21 | +60 | 46   | Bajnok, 1973–1974-es bajnokcsapatok Európa-kupája |
| 2  | FTC                | 30       | 17 | 7  | 6  | 60 | 31 | +29 | 41   | 1973–1974-es UEFA-kupa                            |
| 3  | Vasas SC           | 30       | 16 | 8  | 6  | 54 | 33 | +21 | 40   | 1973–1974-es kupagyőztesek Európa-kupája          |
| 4  | Bp. Honvéd         | 30       | 12 | 11 | 7  | 60 | 37 | +23 | 35   | 1973–1974-es UEFA-kupa                            |
| 5  | Videoton           | 30       | 15 | 5  | 10 | 46 | 39 | +7  | 35   | 1973–1974-es közép-európai kupa                   |
| 6  | Zalaegerszegi TE   | 30       | 13 | 7  | 10 | 42 | 37 | +5  | 33   |                                                   |
| 7  | Csepel             | 30       | 9  | 13 | 8  | 45 | 38 | +7  | 31   |                                                   |
| 8  | Győri ETO          | 30       | 14 | 2  | 14 | 46 | 51 | -5  | 30   |                                                   |
| 9  | MTK                | 30       | 8  | 11 | 11 | 36 | 49 | -13 | 27   |                                                   |
| 10 | Salgótarjáni BTC   | 30       | 9  | 7  | 14 | 40 | 50 | -10 | 25   |                                                   |
| 11 | Tatabányai Bányász | 30       | 8  | 9  | 13 | 28 | 39 | -11 | 25   | 1973–1974-es közép-európai kupa                   |
| 12 | Pécsi Dózsa        | 30       | 7  | 11 | 12 | 27 | 41 | -14 | 25   |                                                   |
| 13 | VM Egyetértés      | 30       | 7  | 10 | 13 | 28 | 48 | -20 | 24   |                                                   |
| 14 | SZEOL              | 30       | 7  | 10 | 13 | 31 | 52 | -21 | 24   |                                                   |
| 15 | Diósgyőri VTK      | 30       | 9  | 6  | 15 | 32 | 46 | -14 | 24   | Kiestek az NB I/B-be.                             |
| 16 | Komlói Bányász     | 30       | 10 | 11 | 9  | 38 | 47 | -9  | 31   | Kiestek az NB I/B-be.                             |

1. ↑  Címvédőként indulhatott.

#### Eredmények összesítése
Az alábbi táblázatban összesítve szerepelnek a Ferencvárosi TC 1972/73-as bajnokságban elért eredményei.
| Ősz/tavasz (forduló)    | Otthon | Otthon | Otthon | Otthon | Otthon | Otthon | Otthon | Idegenben | Idegenben | Idegenben | Idegenben | Idegenben | Idegenben | Idegenben |
| Ősz/tavasz (forduló)    | M      | GY     | D      | V      | LG–KG  | GK     | P      | M         | GY        | D         | V         | LG–KG     | GK        | P         |
| ----------------------- | ------ | ------ | ------ | ------ | ------ | ------ | ------ | --------- | --------- | --------- | --------- | --------- | --------- | --------- |
| Őszi szezon (1–15.)     | 8      | 5      | 3      | 0      | 17–5   | +12    | 13     | 7         | 3         | 1         | 3         | 11–12     | –1        | 7         |
| Tavaszi szezon (16–30.) | 7      | 6      | 1      | 0      | 23–7   | +16    | 13     | 8         | 3         | 2         | 3         | 9–7       | +2        | 8         |
| Összesen (1–30.)        | 15     | 11     | 4      | 0      | 40–12  | +28    | 26     | 15        | 6         | 3         | 6         | 20–19     | +1        | 15        |

### Magyar kupa
2. forduló
| 1973. február 21. |

| Dunaújvárosi Kohász | 3 – 1       | Ferencváros |
| ------------------- | ----------- | ----------- |
|                     | Jegyzőkönyv | Juhász      |

| Dunaújváros |

### Egyéb mérkőzések
| 1972. augusztus 30. |

| FC Barcelona | 2 – 2       | Ferencváros   |
| ------------ | ----------- | ------------- |
|              | Jegyzőkönyv | Albert Juhász |

| Barcelona |

| 1972. szeptember 3. |

| Japán | 2 – 2       | Ferencváros  |
| ----- | ----------- | ------------ |
|       | Jegyzőkönyv | Juhász Szőke |

| Oszaka |

| 1972. szeptember 6. |

| Japán | 1 – 3       | Ferencváros         |
| ----- | ----------- | ------------------- |
|       | Jegyzőkönyv | Martos Szőke Bányai |

| Tokió |

| 1972. szeptember 10. |

| Japán | 3 – 1       | Ferencváros |
| ----- | ----------- | ----------- |
|       | Jegyzőkönyv | Novák       |

| Hirosima |

| 1972. december 21. |

| FC Boom | 3 – 4       | Ferencváros              |
| ------- | ----------- | ------------------------ |
|         | Jegyzőkönyv | Branikovits Mucha Juhász |

| Boom |

| 1973. február 11. |

| Mačva Šabac | 4 – 2       | Ferencváros        |
| ----------- | ----------- | ------------------ |
|             | Jegyzőkönyv | Engelbrecht Juhász |

| Szabács |

| 1973. február 14. |

| Panathinaikósz | 1 – 3       | Ferencváros       |
| -------------- | ----------- | ----------------- |
|                | Jegyzőkönyv | Mucha Branikovits |

| Athén |

| 1973. február 16. |

| FK Sarajevo | 2 – 1       | Ferencváros |
| ----------- | ----------- | ----------- |
|             | Jegyzőkönyv | Mucha       |

| Szarajevó |

| 1973. február 18. |

| Kragujevac | 1 – 0       | Ferencváros |
| ---------- | ----------- | ----------- |
|            | Jegyzőkönyv |             |

| Kragujevac |

| 1973. május 1. |

| vegyes Muresul, Corvinul | 1 – 0       | Ferencváros |
| ------------------------ | ----------- | ----------- |
|                          | Jegyzőkönyv |             |

| Déva |

| 1973. május 22. |

| Ferencváros                         | 7 – 2       | FC Boom |
| ----------------------------------- | ----------- | ------- |
| Branikovits Mucha Engelbrecht Szőke | Jegyzőkönyv |         |

| Hungária körút, Budapest |

## Külső hivatkozások
- A csapat hivatalos honlapja (magyarul)
- Az 1972–73-as szezon menetrendje a tempofradi.hu-n (magyarul)